# Sprawa Johnny Depp przeciwko Amber Heard
John C. Depp II przeciwko Amber Laura Heard (CL-2019-2911) – proces o zniesławienie w hrabstwie Fairfax w stanie Wirginia, który rozpoczął się 11 kwietnia 2022, a zakończył 1 czerwca 2022. Johnny Depp pozwał Amber Heard o zniesławienie i zażądał 50 milionów dolarów odszkodowania, a Heard złożyła wzajemny pozew przeciwko Deppowi, żądając 100 milionów dolarów.

## Tło
Depp i Heard pobrali się w lutym 2015 roku. W maju 2016 roku, kiedy trwał już ich proces rozwodowy, Heard twierdziła, że Depp znęcał się nad nią fizycznie, jednak aktor temu zaprzeczył. W osobnym procesie o zniesławienie odbywającym w Anglii, w którym Depp pozwał News Group Newspapers Ltd za artykuł opublikowany w dzienniku „The Sun”, sędzia orzekł przeciwko Deppowi, stwierdzając, że „większość rzekomych napaści na panią Heard przez pana Deppa została udowodniona w standardzie cywilnym”. Kilku ekspertów prawnych zasugerowało, że Depp miał mniejsze szanse na wygraną w procesie w USA w porównaniu z procesem w Wielkiej Brytanii.

## Pozew
W procesie w Wirginii roszczenia Deppa dotyczyły wywiadu Heard z grudnia 2018 roku, opublikowanego w magazynie „The Washington Post”, w którym oskarżyła ona byłego małżonka o fizyczne i psychiczne znęcanie się nad nią. Depp twierdził, że wywiad zaszkodził jego reputacji i karierze oraz spowodował duże straty finansowe. Heard natomiast zarzucała Deppowi, że jego prawnik zniesławił ją w oświadczeniach opublikowanych w „Daily Mail” w 2020 roku. Przez cały proces zespół prawny Deppa starał się obalić zarzuty Heard dotyczące nadużyć seksualnych i wykazać, że była ona podżegaczem, a nie ofiarą. Prawnicy Heard bronili zaś udzielonego przez nią wywiadu, twierdząc, że jest on oparty na faktach.

## Przebieg procesu
Proces przyciągnął dużą liczbę widzów i osiągnął znaczny odzew w mediach społecznościowych. Większość internautów była przychylna Deppowi i krytyczna wobec Heard. Artykuły informacyjne o sprawie spowodowały, że odżyły debaty wokół tematów związanych z przemocą domową, ruchem #MeToo, prawami kobiet a także spojrzenie na prawa mężczyzn będących ofiarami przemocy domowej.
Ława przysięgłych orzekła, że odniesienia z wywiadu Heard do „przemocy seksualnej” i „przemocy domowej” były fałszywe i zniesławiły Deppa, przyznając mu w sumie 15 milionów dolarów odszkodowania. Sędziowie orzekli również, że Adam Waldman, prawnik Deppa, zniesławił Heard, fałszywie twierdząc, że ona i jej przyjaciele „obrobili” dom Deppa i przyznali jej 2 miliony dolarów odszkodowania. Sędzia później obniżył kwotę odszkodowań karnych zasądzonych przeciwko Heard zgodnie z prawnymi limitami w stanie Wirginia do łącznej kwoty 10,35 miliona dolarów przyznanej Deppowi.